# TU Camelopardalis
TU Camelopardalis (31 Camelopardalis / HD 39220 / HR 2017) es una estrella variable en la constelación de Camelopardalis —la jirafa—, que se encuentra a 405 años luz de distancia del sistema solar. Su magnitud aparente media es +5,20.
Catalogada como de tipo espectral A2V, TU Camelopardalis es un sistema estelar compuesto por dos estrellas de la secuencia principal que forman una binaria espectroscópica cuyo período orbital es de 2,933 días. La luminosidad conjunta del sistema es de 132 soles.
Dado que las componentes periódicamente se eclipsan una a la otra, TU Camelopardalis está clasificada como una estrella variable eclipsante de tipo EB/DM. En estos sistemas es imposible determinar con exactitud el comienzo y la terminación del eclipse, y siempre se observa un mínimo secundario que normalmente es considerablemente menor que el primario. Asimismo, las componentes no están en contacto y no llenan sus lóbulos de Roche. El brillo de TU Camelopardalis fluctúa entre magnitud +5,12 y +5,29.